# Alpina ewehrlina
Alpina ewehrlina är en fjärilsart som beskrevs av Francois Jules Pictet de la Rive 1953. Alpina ewehrlina ingår i släktet Alpina och familjen mätare. Inga underarter finns listade i Catalogue of Life.